# Idaea horrifica
Idaea horrifica là một loài bướm đêm trong họ Geometridae.